# Allochrista toxopei
Allochrista toxopei là một loài bướm đêm thuộc phân họ Arctiinae, họ Erebidae.